# Chesterfield (Massachusetts)
Chesterfield és un poble dels Estats Units a l'estat de Massachusetts. Segons el cens del 2000 tenia 1.201 habitants.

## Demografia
Segons el cens del 2000, Chesterfield tenia 1.201 habitants, 447 habitatges, i 324 famílies. La densitat de població era de 14,9 habitants per km².
Dels 447 habitatges en un 34% hi vivien nens de menys de 18 anys, en un 60,6% hi vivien parelles casades, en un 7,8% dones solteres, i en un 27,3% no eren unitats familiars. En el 18,8% dels habitatges hi vivien persones soles el 6,5% de les quals corresponia a persones de 65 anys o més que vivien soles. El nombre mitjà de persones vivint en cada habitatge era de 2,69 i el nombre mitjà de persones que vivien en cada família era de 3,09.
Per edats la població es repartia de la següent manera: un 25,7% tenia menys de 18 anys, un 6,1% entre 18 i 24, un 29,8% entre 25 i 44, un 28,6% de 45 a 60 i un 9,7% 65 anys o més.
L'edat mediana era de 40 anys. Per cada 100 dones de 18 o més anys hi havia 96 homes.
La renda mediana per habitatge era de 49.063 $ i la renda mediana per família de 57.361$. Els homes tenien una renda mediana de 35.417 $ mentre que les dones 27.788$. La renda per capita de la població era de 19.220$. Entorn del 3,4% de les famílies i el 5,7% de la població estaven per davall del llindar de pobresa.